# Liste der Nummer-eins-Hits in den Cash Box Charts (1956)
Diese Liste enthält alle Nummer-eins-Hits in den amerikanischen Cash Box Charts im Jahr 1956. Es gab in diesem Jahr 15 Nummer-eins-Singles.
| Singles |
| --- |
| - Tennessee Ernie Ford – Sixteen Tons - 7 Wochen (26. November 1955 – 13. Januar 1956) - Dean Martin – Memories Are Made of This - 3 Wochen (14. Januar – 3. Februar) - The Platters – The Great Pretender - 3 Wochen (4. Februar – 24. Februar) - Kay Starr – Rock and Roll Waltz - 2 Wochen (25. Februar – 9. März) - Nelson Riddle & Orchestra – Lisbon Antigua - 2 Wochen (10. März – 23. März) - Les Baxter & Orchestra – The Poor People of Paris - 2 Wochen (24. März – 20. April) - Elvis Presley – Heartbreak Hotel - 6 Wochen (21. April – 2. Juni) - Morris Stoloff & Columbia Pictures Orchestra, George Cates & Orchestra – Moonglow and Theme from "Picnic" - 2 Wochen (3. Juni – 15. Juni) - Gogi Grant – The Wayward Wind - 4 Wochen (16. Juni – 13. Juli, insgesamt 5 Wochen) - Pat Boone – I Almost Lost My Mind - 1 Woche (14. Juni – 20. Juli, insgesamt 2 Wochen) - Gogi Grant – The Wayward Wind - 1 Woche (21. Juni – 27. Juli, insgesamt 5 Wochen) - Pat Boone – I Almost Lost My Mind - 1 Woche (28. Juli – 3. August, insgesamt 2 Wochen) - The Platters – My Prayer - 2 Wochen (4. August – 16. August) - Elvis Presley – Hound Dog - 4 Wochen (17. August – 14. September) - Elvis Presley – Don't Be Cruel - 6 Wochen (15. September – 26. Oktober) - Elvis Presley – Love Me Tender - 5 Wochen (27. Oktober – 30. November) - Guy Mitchell – Singing the Blues - 9 Wochen (1. Dezember 1956 – 1. Februar 1957) |